# 萊加內斯
萊加內斯（西班牙語：Leganés；西班牙語發音：[le.ɣa.ˈnes]）是西班牙马德里自治区的一个市镇，位于马德里市中心西南约11公里处。总面积43平方公里，总人口187720人（2017年），人口密度4340人/平方公里。

## 地名语源
腓力二世在《测绘学描述》中对莱加内斯这个地名进行了如下叙述：
|  | ...该镇名为“莱加内斯”。在它成立当初，有一个遍布淤泥（西班牙語：légamo）的池塘。因此得名“”，之后变化为“”... |

历史学家费尔南德斯指出，名称和分别来自阿拉伯语词汇和，中文意为“果园”或“菜园”。
莱加内斯的官方正式名称为。然而在日常生活中，人们常用“黄瓜”（西班牙語：pepinero）这个绰号来指代莱加内斯。绰号的起源可以追溯到古代该市的农业城镇地位，它专为首都马德里供应蔬菜，其中最著名的是黄瓜。尽管到了现代，田地已经十分稀少，但当地人们仍然流行着这种称谓。

## 人口
莱加内斯与马德里附近其他市镇一样，在20世纪中叶，受弗朗哥城市规划影响，移民人口增长迅速。它的职能是通勤城市，因为大多数居民在首都工作。然而，随着时间的推移，莱加内斯已经形成了自己的产业和公共服务，也涌现了许多优秀的企业。
莱加内斯历史人口变化
来源：INE

## 友好城市
萊加內斯的友好城市/姐妹城市如下：

| - 尼加拉瓜 索莫托（1986年） - 古巴 阿羅約納蘭霍（1993年） - 智利 孔查利（1996年） - 巴勒斯坦 伯利恆（2006年） - 中國 浙江省 湖州市 - 摩洛哥 塔爾吉斯特 |

## 图集

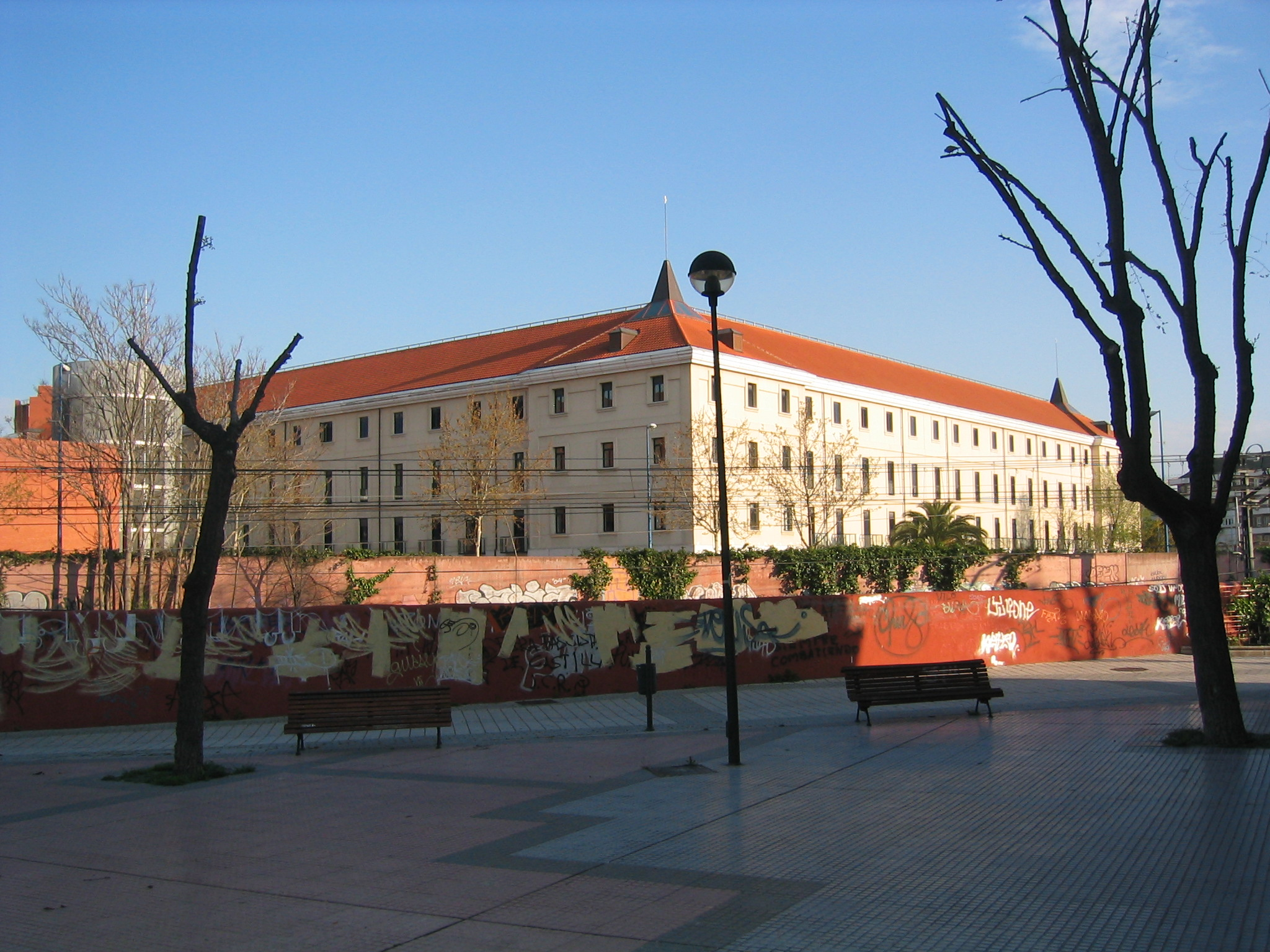
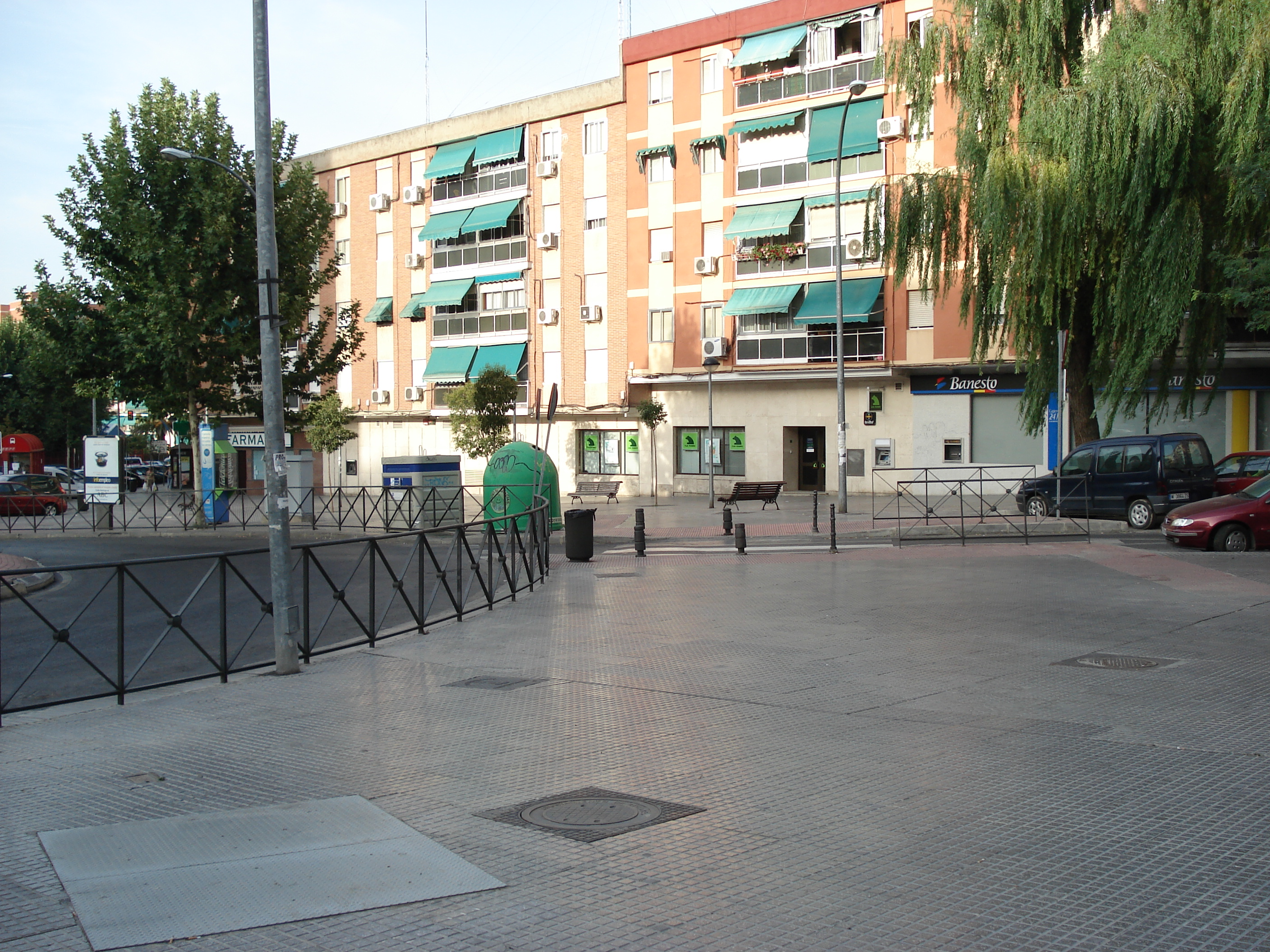
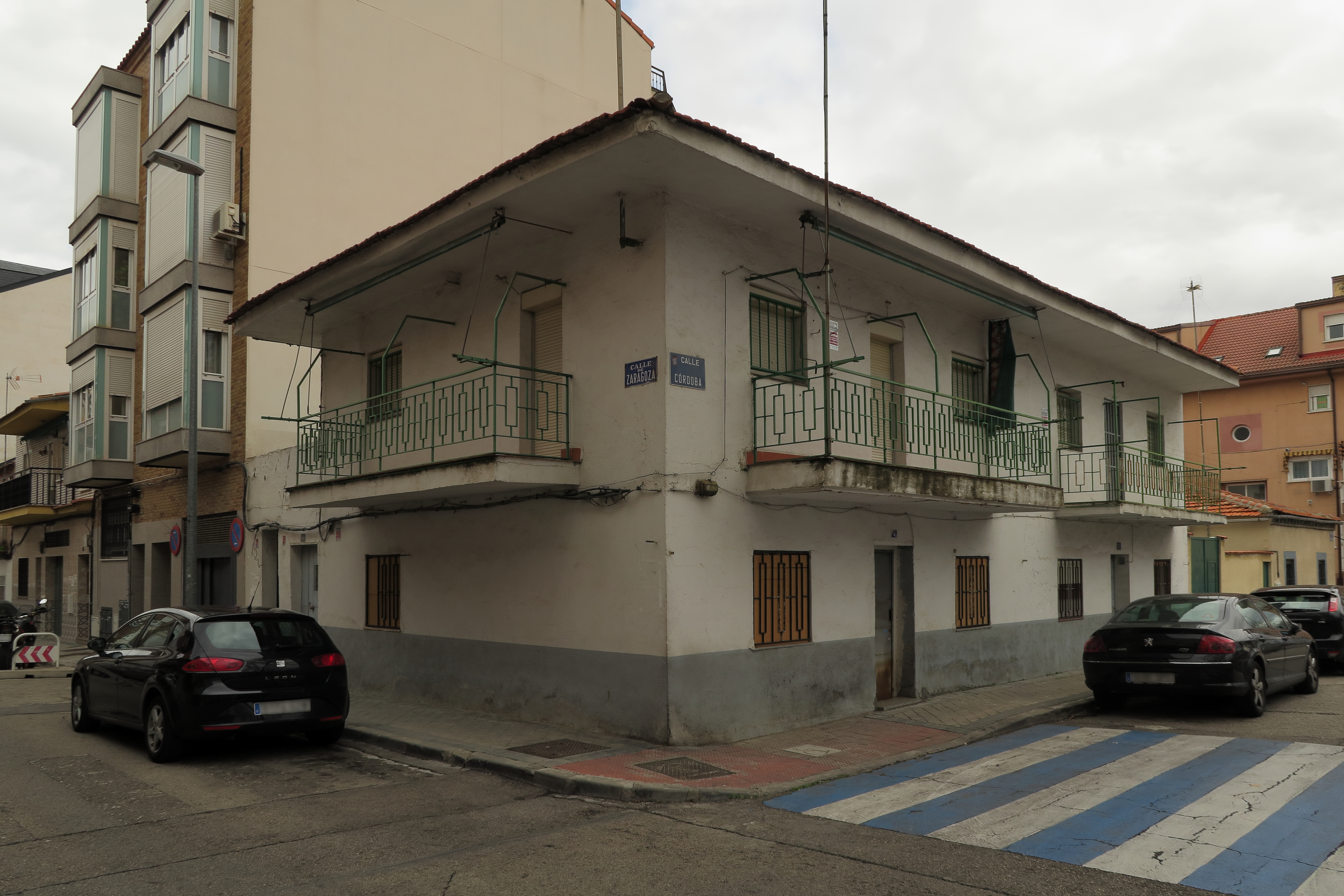
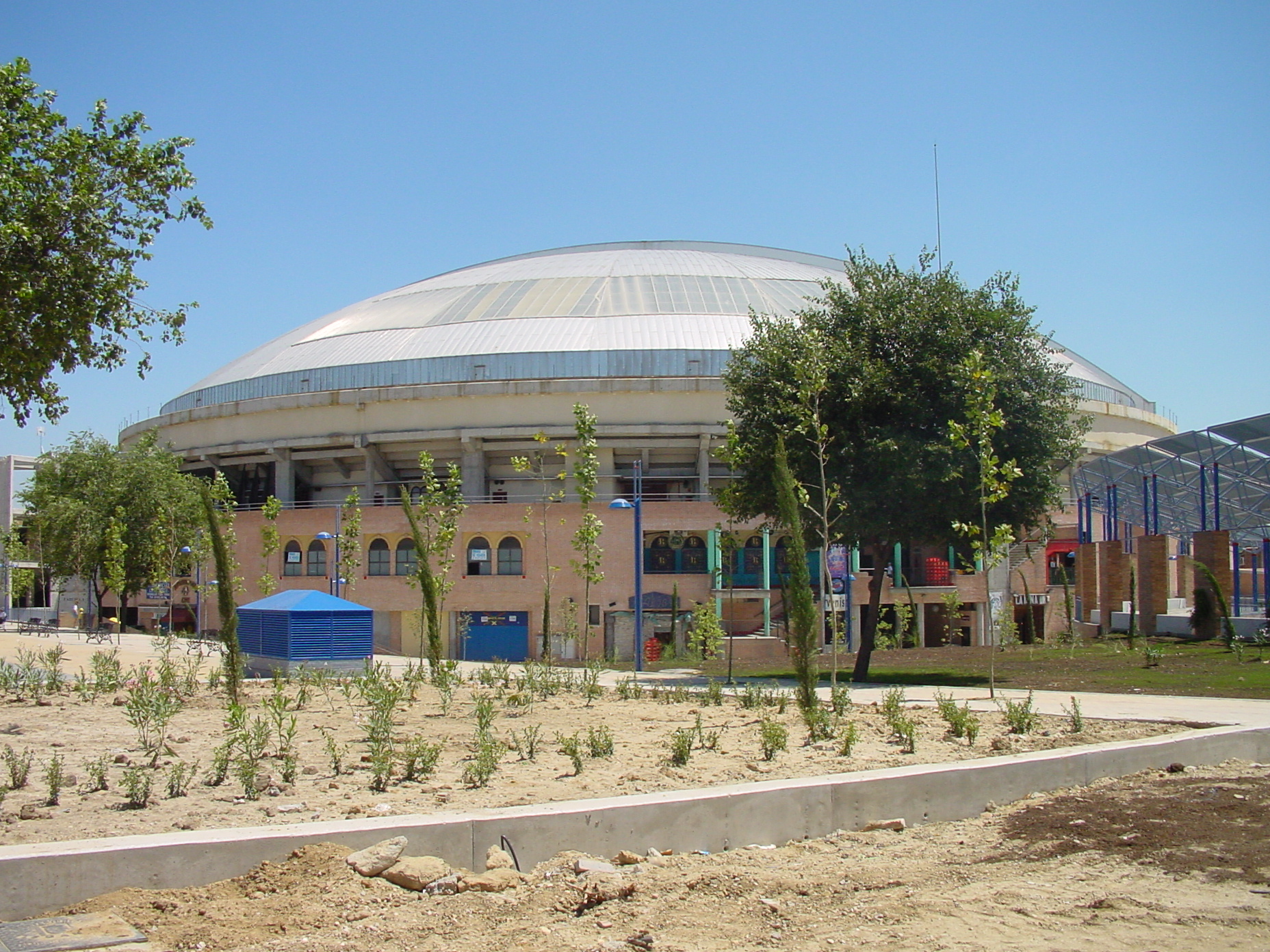